# جورج لوي سوتون
جورج لوي سوتون (بالإنجليزية: George Lowe Sutton)‏ هو عالم زراعة أسترالي، ولد في 23 أكتوبر 1872، وتوفي في 11 يناير 1964.